# Valter Flego
Valter Flego (ur. 15 sierpnia 1972 w Koprze) – chorwacki polityk i samorządowiec, działacz Istryjskiego Zgromadzenia Demokratycznego, żupan żupanii istryjskiej, poseł do Parlamentu Europejskiego IX kadencji.

## Życiorys
Szkołę podstawową i średnią ukończył w Buzecie. W 1996 został absolwentem wydziału technicznego Uniwersytetu w Rijece, po czym podjął pracę w regionalnym przedsiębiorstwie wodociągowym Istarski Vodovod. W 2000 na macierzystej uczelni uzyskał magisterium z zakresu ekonomii.
Działacz ugrupowania Istryjskiego Zgromadzenia Demokratycznego, doszedł do stanowiska wiceprzewodniczącego partii. W 2001 został zastępcą burmistrza Buzetu, w latach 2005–2013 pełnił funkcję burmistrza tej miejscowości. W 2013 objął stanowisko żupana żupanii istryjskiej, pozostał na czele władz regionu także w wyniku wyborów w 2017.
W 2019 jako lider listy wyborczej Koalicji Amsterdamskiej został wybrany do Parlamentu Europejskiego IX kadencji; mandat sprawował do 2024.